# 孝义核桃
孝义核桃，是指中华人民共和国山西省吕梁市孝义市的一款土特产青椒，是中国地理标志产品。

## 特点
孝义市古属汾州府，远在唐宋时期就已经著名。1987年、1989年，孝义核桃产量两度跃居中国榜首。1990年，孝义县人民政府将核桃树定为孝义县县树。2008年8月22日，孝义核桃与芮城花椒、红山荞麦、长子大青椒通过中华人民共和国农业部审查，成为中国地理标志产品。

## 相关
- 孝义柿子